# Деннис, Джон Стоутон
Подполковник Джон Сто́утон Де́ннис (англ. John Stoughton Dennis, 19 октября 1820 — 7 июля 1885) — канадский землемер, армейский офицер и чиновник.

## Биография
В 1866 году он провёл неудачное наступление на фениев у Форт-Эри, за которое его предали военному суду и оправдали. Деннис также сыграл ключевую роль в истории восстания на Ред-Ривере в 1870 году. Его сын Джон Стоутон Деннис мл. также стал признанным землемером и ополченцем.